# 怪人の偽証 冨樫興信所事件簿
『怪人の偽証 冨樫興信所事件簿』（かいじんのぎしょう とがしこうしんじょじけんぼ）は、2022年に制作された日本の自主制作映画である。監督は福田航平。主演は大根田良樹・伊藤大晴。配給はGACHINKO Film。横濱インディペンデント・フィルムの長編部門にて最優秀賞を受賞したことをきっかけに2024年10月5日より2週間、池袋シネマ・ロサにて上映。アップリンク京都、横浜シネマジャック&ベティ、大阪シアターセブンでの公開も決定している。

## ストーリー
刑務所から出所した元ヤクザの朝倉哲は、保護司である津田の元に身を寄せることに。津田は社会復帰のために、彼の自宅の二階で興信所を営む探偵・冨樫の手伝いをすること勧める。渋々受け入れた哲。そんな二人の元にストーカー被害にあっているという女性・ゆりが調査を依頼してくる。冨樫はそれが簡単な仕事だと思い引き受けることにしたが、どうやら京都の街で頻発している神隠し行方不明事件との関連があるようだった。

## キャスト
- 冨樫 - 大根田良樹
- 朝倉哲 - 伊藤大晴
- 津田 - 脇田敏博
- 田代 - 大石隆希
- 城沢ゆり - 氏師出雲
- 北見 - 佐波太郎
- 本田 - 内田竜次
- 西 - ワーキング西
- 三宅 - ヤリビト
- 江崎 - 吉岡諒
- 情報屋 - 鳴海陽

## スタッフ
- 監督 - 福田航平
- 脚本 - 福田航平
- 撮影 - 福田航平、垣内博貴、高上雄太
- 編集 - 福田航平、垣内博貴
- アクション監督 - 垣内博貴
- 配給 - GACHINKO Film

## エピソード
- 朝倉哲というキャラクターは福田監督が伊藤大晴に当て書きしたものであり、伊藤大晴に断られたら本作の制作はやめるつもりだった。
- 主役の大根田良樹はこの作品に出会わなかったら役者を辞めていたかも知れないと語っている。
- 神社で撮影をした際、伊藤大晴は尿意を我慢できずに神社の近くで立ち小便をしてしまうが、その直後、モニターが動かなくなってしまうというハプニングが起きた。[1]
- 本作の劇場公開に連動して『冨樫興信所出張事件簿』と題した短編『追跡～冨樫興信所出張事件簿前編』『衝突～冨樫興信所出張事件簿後編』がSNSにて公開された。
- 福田監督は自他認める映画好きであり、本作にも50近い数の作品のオマージュや引用がされている。それらの作品は自身で制作したパンフレットに記載されている。
- 「子取り」を演じているのは情報屋役の鳴海陽であり、もともとは顔出しをしないはずだったが、追撮の際に情報屋というキャラクターが追加され、鳴海が兼任して演じることになった。